# Mucrochelifer borneoensis
Genre
Espèce
Synonymes
- Chelifer borneoensis Ellingsen, 1901

Mucrochelifer borneoensis, unique représentant du genre Mucrochelifer, est une espèce de pseudoscorpions de la famille des Cheliferidae.

## Distribution
Cette espèce se rencontre en Indonésie, en Birmanie, au Sri Lanka et en Papouasie-Nouvelle-Guinée.

## Description
Le mâle holotype mesure 2 mm.

## Étymologie
Son nom d'espèce, composé de borneo et du suffixe latin -ensis, « qui vit dans, qui habite », lui a été donné en référence au lieu de sa découverte, Bornéo.

## Publications originales
- Ellingsen, 1901 : Sur deux espèces de pseudoscorpions de l'Asie. Bulletin de la Société Zoologique de France, vol. 26, p. 205-209 (texte intégral).
- Beier, 1932 : Zur Kenntnis der Cheliferidae (Pseudoscorpionidea). Zoologischer Anzeiger, vol. 100, p. 53-67.